# Щаковянка (Явожно)
Явожнянська футбольна асоціація «Щаковянка» Явожно (пол. Jaworznickie Stowarzyszenie Piłkarskie Szczakowianka Jaworzno) — польський футбольний клуб з міста Явожно, заснований у 1923 році. Виступає у Третій лізі. Домашні матчі приймає на Міському стадіоні, місткістю 7000 глядачів.

## Назви
- 1923—1947: Спортивний клуб «Щаковянка»;
- 1947—1948: Гутнічі СК «Щаковянка»;
- 1948—1951: ЗСК «Унія Щакова»;
- 1951—1957: Спортивний гурток «Унія Щакова»;
- 1957—1968: Спортивний клуб «Щаковянка»;
- 1968—1991: МЗСК «Щаковянка»;
- 1991—2001: Спортивний клуб «Щаковянка»;
- 2001—2004: СК Гарбарня «Щаковянка» Явожно;
- 2004—2007: СК «Щаковянка» Явожно;
- 2007—2008: Футбольний клуб «Явожно»;
- з 2008: Явожнянська футбольна асоціація «Щаковянка» Явожно.